# Władysław Rossowski

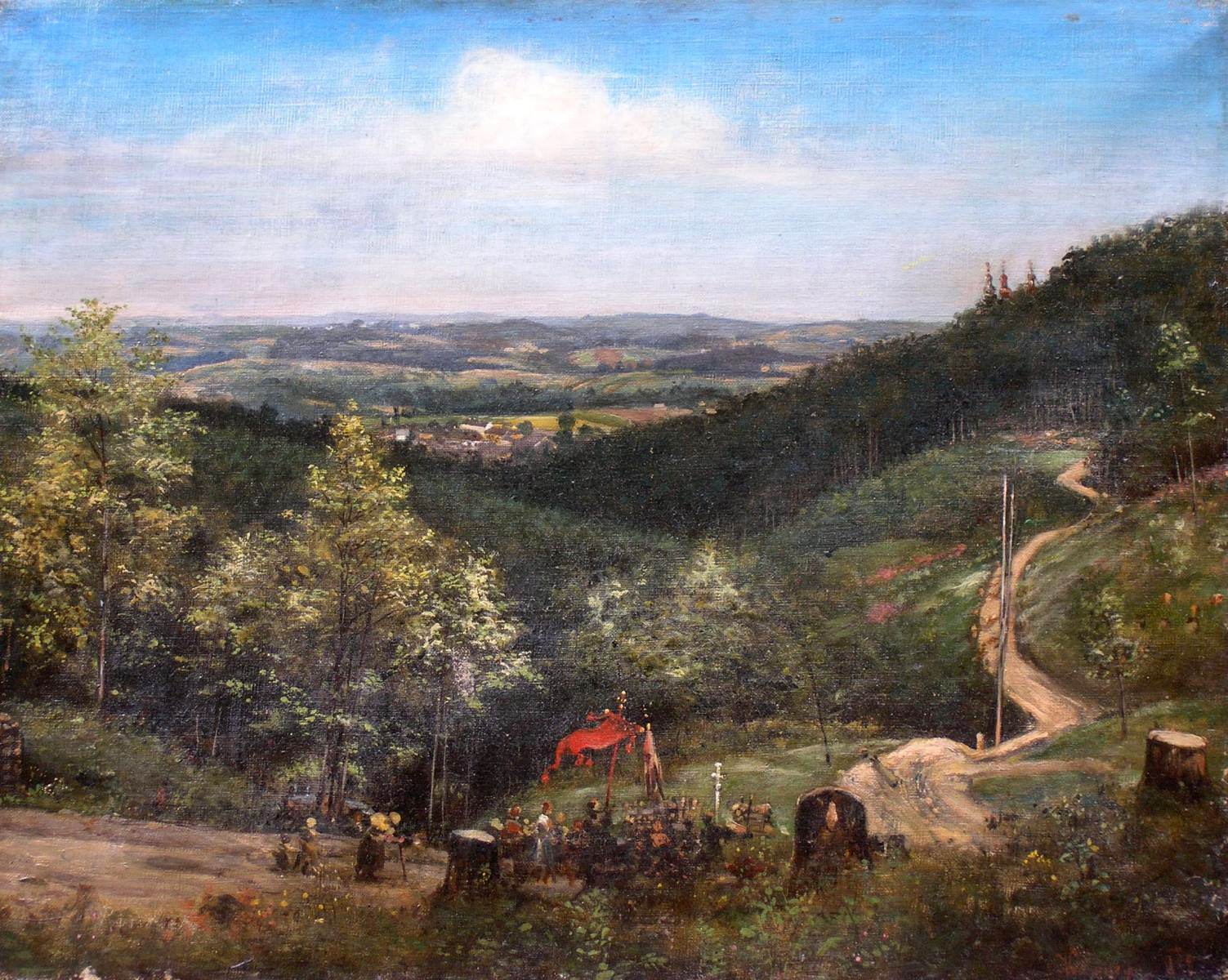
Widok na Kalwarię 1888

Władysław Rossowski (ur. 1857 w Monasterzyskach k. Buczacza, zm. 1923 we Lwowie lub Krakowie) – polski malarz; brat Stanisława Rossowskiego.

## Życiorys
Uczęszczał do Wyższej Szkoły Realnej w Krakowie (1872/1873), następnie we Lwowie (1873/1874), gdzie zdał maturę. Kształcił się w Szkole Sztuk Pięknych w Krakowie pod okiem Jana Matejki. Po otrzymaniu stypendium cesarskiego 1881 kontynuował studia na Akademii Sztuk Pięknych w Monachium po czym wyjechał do Drezna i Paryża. W latach 1885–1892 pełnił funkcję profesora rysunku i malarstwa na Wyższych Kursach dla Kobiet im. Adriana Baranieckiego w Krakowie.

## Twórczość
Autor kompozycji historycznych nawiązujących tematycznie do dziejów Polski i Litwy, jak Wjazd królowej Jadwigi do Krakowa (1884) i Chrzest Litwy, a także do współczesności np. powstania styczniowego. Malował również portrety, m.in. Józefa Ignacego Kraszewskiego, pejzaże i sceny rodzajowe. Jego obrazy znajdują się m.in. w kościele franciszkanów w Krakowie i w Muzeum Narodowym w Krakowie.
Na zamówienie krakowskich franciszkanów stworzył cykl obrazów poświęconych historii tego zakonu: Przyjęcie franciszkanów w Polsce, Śluby zakonne bł. Kingi i Jolanty, Nadanie reguły franciszkanom, Nawracanie pogan przez dominikanów i franciszkanów.
Malował ikonostas cerkwi Podwyższenia Krzyża Świętego w Krakowie według kartonów Jana Matejki.
Swoje obrazy wystawiał głównie w Towarzystwie Przyjaciół Sztuk Pięknych w Krakowie i Salonie Aleksandra Krywulta oraz Towarzystwie Zachęty Sztuk Pięknych w Warszawie.